# 邱定坤
邱定坤（1898年—1949年5月16日）辽宁省沈阳人，又名毓熊，中華民國少將，邱宗浚之子，盛世才妻弟。

## 生平
1949年5月16日晚，連同父親全家被東北軍人所滅門，報紙稱為邱宅大血案，四名子女只有長女邱光慈逃過一劫。